# Viscosidad de volumen
La viscosidad de volumen, o viscosidad volumétrica, (también llamada segundo coeficiente de viscosidad, viscosidad dilatacional  o viscosidad neta) se vuelve importante sólo para aquellos efectos donde la compresibilidad del fluido es esencial. La viscosidad de volumen se relaciona principalmente con la energía vibratoria de las moléculas. Es cero para gases monoatómicos en baja densidad, pero puede ser mayor para fluidos con moléculas más grandes. 
La viscosidad del volumen es importante para describir la atenuación del sonido en gases moleculares, y la absorción de la energía del sonido en el fluido depende de la frecuencia del sonido, es decir, la velocidad de compresión y expansión del fluido. La viscosidad de volumen también es importante para describir la fluidodinámica de los líquidos que contienen burbujas de gas. Para un flujo incompresible líquido, la viscosidad de volumen es superflua y no aparece en la ecuación de movimiento.

## Derivación y uso
El negativo de un tercio de la traza del tensor de tensión del Cauchy en el equilibrio es comúnmente identificado con la presión media,
{\displaystyle -{1 \over 3}T_{a}^{a}=P,}
que solo depende e los potenciales de estado de equilibrio como la temperatura y la densidad (ecuación de estado).  En general, la traza del tensor de tensión es la suma de la contribución de la presión termodinámica y otra contribución que es proporcional a la divergencia del campo de velocidad. Este coeficiente de proporcionalidad se llama viscosidad volumétrica. Los símbolos comunes para viscosidad de volumen son {\displaystyle \zeta } y {\displaystyle \mu _{v}}.
La viscosidad del volumen aparece en la ecuación clásica de Navier–Stokes si está escrita para un fluido compresible, como se describe en la mayoría de los libros sobre hidrodinámica general y acústica
{\displaystyle \rho {\frac {D\mathbf {v} }{Dt}}=-\nabla P+\nabla \cdot \left[\mu \left(\nabla \mathbf {v} +\left(\nabla \mathbf {v} \right)^{T}-{\frac {2}{3}}(\nabla \cdot \mathbf {v} )\mathbf {I} \right)\right]+\nabla [\zeta (\nabla \cdot \mathbf {v} )\mathbf {I} ]+\rho \mathbf {g} }
donde{\displaystyle \mu } es el coeficiente de viscosidad de corte y {\displaystyle \zeta } es el coeficiente de viscosidad de volumen. Los parámetros {\displaystyle \mu } y {\displaystyle \zeta } se llamaron originalmente el primer y segundo coeficiente de viscosidad, respectivamente. El operador {\displaystyle D\mathbf {v} /Dt} es la derivada material. Presentando los tensores (matrices) {\displaystyle \mathbf {S} }, {\displaystyle \mathbf {S} _{0}} y {\displaystyle \mathbf {C} }, los cuales describen el flujo de esfuerzo cortante impreciso (o crudo), el flujo de corte puro y el flujo de compresión, respectivamente,
{\displaystyle \mathbf {S} ={\frac {1}{2}}\left(\nabla \mathbf {v} +\left(\nabla \mathbf {v} \right)^{T}\right)}
{\displaystyle \mathbf {C} ={\frac {1}{3}}\left(\nabla \!\cdot \!\mathbf {v} \right)\mathbf {I} }
{\displaystyle \mathbf {S} _{0}=\mathbf {S} -\mathbf {C} }
La ecuación clásica de Navier–Stokes adquiere una forma notable.
{\displaystyle \rho {\frac {D\mathbf {v} }{Dt}}=-\nabla P+\nabla \cdot \left[2\mu \mathbf {S} _{0}\right]+\nabla \cdot \left[3\zeta \mathbf {C} \right]+\rho \mathbf {g} }
Tenga en cuenta que el término en la ecuación de momentum que contiene la viscosidad del volumen desaparece para un fluido incompresible porque la divergencia del flujo es igual a 0.
Hay casos donde {\displaystyle \zeta \gg \mu }, los cuales se explican a continuación. Y también debe tenerse en cuenta que {\displaystyle \zeta } no es solo una propiedad del fluido en el sentido termodinámico clásico, sino que también depende del proceso, por ejemplo, la velocidad de compresión / expansión. Lo mismo ocurre con la viscosidad de corte. Para un fluido newtoniano, la viscosidad de corte es una propiedad de fluido puro, pero para un fluido no newtoniano no es una propiedad de fluido puro debido a su dependencia del gradiente de velocidad. Ni el corte ni la viscosidad volumétrica son parámetros o propiedades de equilibrio, sino propiedades de transporte. El gradiente de velocidad y / o la tasa de compresión son por lo tanto variables independientes junto con la presión, temperatura, etc. en sus ecuaciones constitutivas que son equivalentes a la ecuación de estado para las propiedades de equilibrio.

### Explicación deLandáu
Según Landau, en compresión o expansión, como en cualquier cambio rápido de estado, el fluido deja de estar en equilibrio termodinámico y se establecen procesos internos que tienden a restaurar este equilibrio. Estos procesos suelen ser tan rápidos (es decir, su tiempo de relajación es tan corto) que la restauración del equilibrio sigue el cambio de volumen casi de inmediato, a menos que, por supuesto, la tasa de cambio de volumen sea muy grande
Más tarde añade:  Sin embargo, puede ocurrir que los tiempos de relajación de los procesos de restauración del equilibrio sean largos, es decir, que tienen lugar comparativamente lentamente.
Después de un ejemplo,  concluye: Por lo tanto, si el tiempo de relajación de estos procesos es largo, se produce una considerable disipación de energía cuando el fluido se comprime o expande y, como esta disipación debe ser determinada por la segunda viscosidad, llegamos a la conclusión que \zeta es grande.

## Viscosidad neta
La denotación de viscosidad neta a veces es utiliza para el parámetro {\displaystyle \zeta }, especialmente en artículos antiguos y libros de texto, pero esto no se recomienda.
Existe una ecuación de densidad de momentum que es una variante de la ecuación de Navier-Stokes
{\displaystyle \rho {\frac {D\mathbf {v} }{Dt}}=-\nabla P+\nabla \cdot \left[2\mu \mathbf {S} \right]+\nabla \cdot \left[3\beta \mathbf {C} \right]+\rho \mathbf {g} }
donde {\displaystyle \mu } es el coeficiente de viscosidad de corte y {\displaystyle \beta } es un segundo coeficiente de viscosidad. Observe que {\displaystyle \mathbf {S} } no tiene sentido, lo que significa que también modelará el flujo de salida / entrada al volumen de control (o celda de cuadrícula en un modelo 3D) debido a la expansión / compresión pura. Es bastante común en el trabajo teórico agregar cero a una ecuación. Si agregamos y restamos {\displaystyle 2\mu \mathbf {C} } la ecuación se convierte en
{\displaystyle \rho {\frac {D\mathbf {v} }{Dt}}=-\nabla P+\nabla \cdot \left[2\mu \mathbf {S} _{0}\right]+\nabla \cdot \left[\left({\frac {2}{3}}\mu +\beta \right)3\mathbf {C} \right]+\rho \mathbf {g} }
Al comparar la variante de la ecuación de Navier-Stokes que se muestra arriba, y la ecuación clásica de Navier-Stokes que se muestra cerca de la parte superior de este artículo, se desprende que
{\displaystyle \beta =\zeta -{\frac {2}{3}}\mu \quad {\text{or}}\quad \zeta =\beta +{\frac {2}{3}}\mu }
Los tensores {\displaystyle \mathbf {S} _{0}} y  {\displaystyle \mathbf {C} } describen el flujo de corte puro y la compresión pura, mientras que el tensor {\displaystyle \mathbf {S} } describe un flujo de corte impreciso. Por lo tanto, el parámetro de viscosidad \beta compensa el flujo de compresión excesivo / insuficiente causado por el uso del tensor {\displaystyle \mathbf {S} } en lugar de {\displaystyle \mathbf {S} _{0}}.
Cuándo la denotación de viscosidad neta es utilizada, comúnmente se le da el símbolo {\displaystyle \mu _{b}} y se define (como un parámetro aparentemente compuesto) por la ecuación
{\displaystyle \mu _{b}=\beta +{\frac {2}{3}}\mu .}
Después regresamos a la ecuación clásica de Navier-Stokes y suponemos que {\displaystyle \mu } y {\displaystyle \zeta } son constantes. Esto da
{\displaystyle \rho {\frac {D\mathbf {v} }{Dt}}=-\nabla P+\mu \nabla \cdot \left[\nabla \mathbf {v} +\left(\nabla \mathbf {v} \right)^{T}\right]+\left(\zeta -{\frac {2\mu }{3}}\right)\nabla \left(\nabla \!\cdot \!\mathbf {v} \right)+\rho \mathbf {g} }
De la matriz jacobiana, la derivada tensorial, la notación del índice tensorial, la divergencia y las identidades del cálculo vectorial, obtenemos las siguientes relaciones
{\displaystyle \nabla \cdot \left(\nabla \!\mathbf {v} \right)=\nabla \left(\nabla \!\cdot \!\mathbf {v} \right)\quad {\text{and}}\quad \nabla \cdot \left[\left(\nabla \!\mathbf {v} \right)^{T}\right]=\nabla ^{2}\mathbf {v} }
{\displaystyle \nabla ^{2}\mathbf {v} =\nabla \left(\nabla \!\cdot \!\mathbf {v} \right)-\nabla \times \left(\nabla \times \mathbf {v} \right)}.
La ecuación clásica de Navier-Stokes puede escribirse de dos maneras similares:
{\displaystyle \rho {\frac {D\mathbf {v} }{Dt}}=-\nabla P+\mu \nabla ^{2}\mathbf {v} +({\frac {1}{3}}\mu +\zeta )\nabla (\nabla \cdot \mathbf {v} )+\rho \mathbf {g} }
{\displaystyle \rho {\frac {D\mathbf {v} }{Dt}}=-\nabla P-\mu \nabla \times \left(\nabla \times \mathbf {v} \right)+({\frac {4}{3}}\mu +\zeta )\nabla (\nabla \cdot \mathbf {v} )+\rho \mathbf {g} }
Las variantes alternativas equivalentes de las ecuaciones de Navier-Stokes son:
{\displaystyle \rho {\frac {D\mathbf {v} }{Dt}}=-\nabla P+\mu \nabla ^{2}\mathbf {v} +(\mu +\beta )\nabla (\nabla \cdot \mathbf {v} )+\rho \mathbf {g} }
{\displaystyle \rho {\frac {D\mathbf {v} }{Dt}}=-\nabla P-\mu \nabla \times \left(\nabla \times \mathbf {v} \right)+(2\mu +\beta )\nabla (\nabla \cdot \mathbf {v} )+\rho \mathbf {g} }
Estas últimas cuatro ecuaciones son válidas para fluidos compresibles que están sujetos a variaciones tan pequeñas en los gradientes de presión, temperatura y velocidad, que tanto la viscosidad de corte como la de volumen pueden tratarse como constantes.

## Medición
La viscosidad volumétrica de muchos fluidos es desconocida, a pesar de su papel fundamental para la dinámica de fluidos a altas frecuencias. Los únicos valores de viscosidad volumétrica de los fluidos newtonianos simples que conocemos provienen de la antigua revisión de Litovitz y Davis, ver Referencias. Informan que la viscosidad de volumen del agua a 15 °C es de 3.09 centipoise.
Los reómetros acústicos modernos son capaces de medir este parámetro.
Estudios más recientes han determinado la viscosidad neta para una variedad de fluidos. En el último estudio, se encontró que varios fluidos comunes tenían viscosidades neta que eran de cientos a miles de veces mayores que sus viscosidades de corte. Los detalles de los datos utilizados y las técnicas de estimación se proporcionan en Cramer (2012). Como se discutió en Cramer (2012), los fluidos que tienen grandes viscosidades neta incluyen los utilizados como fluidos de trabajo en sistemas de potencia que tienen fuentes de calor de combustibles no fósiles, pruebas de túnel de viento y procesamiento farmacéutico.